# Oksana Kljatschyna
Oksana Kljatschyna (ukrainisch Оксана Клячина, wiss. Transliteration Oksana Kljačyna; * 11. September 1997 in Bila Zerkwa) ist eine ehemalige ukrainische Radsportlerin, die Rennen auf Bahn und Straße bestritt.

## Sportlicher Werdegang
2015 wurde Kljatschyna ukrainische Junioren-Meisterin im Einzelzeitfahren. Von 2015 bis 2018 wurde sie vier Mal in Folge ukrainische Meisterin in der Mannschaftsverfolgung auf der Bahn. 2019 errang sie bei den U23-Bahneuropameisterschaften die Silbermedaille im Scratch.

## Erfolge

### Bahn
2015
- Ukrainische Meisterin – Mannschaftsverfolgung (mit Inna Metalnikowa, Anastasiya Goda, Tetjana Klimtschenko und Kristina Kondratenko)

2016
- Ukrainische Meisterin – Mannschaftsverfolgung (mit Anna Nahirna, Tetjana Klimtschenko und Viktoria Bondar)

2017
- Ukrainische Meisterin – Mannschaftsverfolgung  (mit Anna Nahirna, Olena Scharga, Walerija Kononenko und Viktoriya Bondar)

2018
- Ukrainische Meisterin – Mannschaftsverfolgung  (mit Anna Nahirna, Julija Birjukowa und Ksenija Fedotowa)

2019
- U23-Europameisterschaft – Scratch

### Straße
2015
- Ukrainische Junioren-Meisterin – Einzelzeitfahren